# Plinia marginalis
Plinia marginalis är en insektsart som beskrevs av Schmidt 1919. Plinia marginalis ingår i släktet Plinia och familjen spottstritar. Inga underarter finns listade i Catalogue of Life.